# Syngonanthus nitens
Syngonanthus nitens (Bong.) Ruhland, 1903 è una pianta erbacea appartenente alla famiglia Eriocaulaceae, diffusa nella fascia tropicale del Sud America.

## Descrizione
La sua caratteristica principale è il colore brillante e dorato, da cui il nome portoghese di capim dourado, che letteralmente significa "erba d'oro"; proprio per questa sua proprietà è utilizzata per realizzare monili, oltre ad altri manufatti come tessuti, suppellettili etc.
La specie inizia la fioritura nei mesi di luglio e i semi maturano da inizio settembre a ottobre. 

## Tassonomia
Sono stati riportati i seguenti sinonimi:
- Dupatya nitens (Bong.) Kuntze
- Eriocaulon filiforme Bong.
- Eriocaulon maximiliani Mart.
- Eriocaulon nitens Bong.
- Paepalanthus nitens (Bong.) Kunth
- Syngonanthus flavipes Moldenke
- Syngonanthus kuhlmannii Moldenke
- Syngonanthus nitens var. erectus Ruhland
- Syngonanthus nitens var. filiformis (Bong.) Ruhland
- Syngonanthus nitens var. hirtulus Ruhland
- Syngonanthus nitens var. koernickei Ruhland
- Syngonanthus nitens f. malmii Moldenke
- Syngonanthus nitens f. pilosus Moldenke